# Вітковиці (Острава)
Вітковиці (чеськ. Vítkovice) — адміністративний район міста Острави. Розташований на лівому березі річки Остравіце[джерело?]. До 1908 року Вітковиці було селом, 1908 року отримали статус міста. З 1924 року у складі міста Острава. Вітковиці відоме перш за все своєю промисловісттю.

## Металургійне виробництво

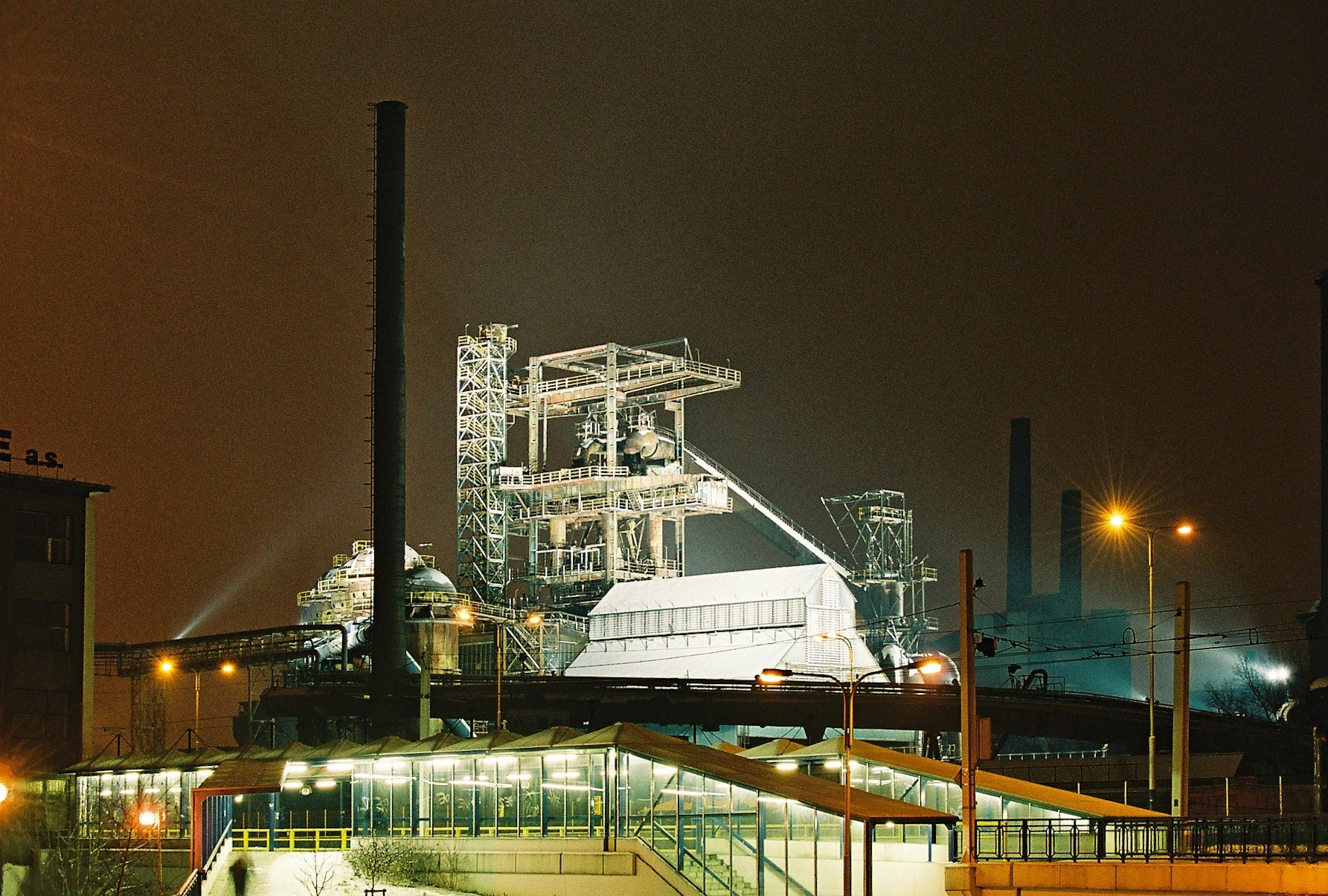
Доменна піч металургійного заводу міста Острава, розташованного в районі Вітковиць.

Металургійне виробництво у Вітковицях бере свій початок з 1828 року, коли тут було збудовано першу пудлінгову піч. З часом Вітковіце з села перетворюється на промислове місто. Розвиткові металургії тут сприяли місцеві багаті поклади вугілля і залізної руди. З 1836 року доменні печі тут працювали на коксі. 1843 року власником металургійного виробництва у Вітковицях стає Саломон Маєр Ротшильд, син Маєра Амшеля Ротшильда, засновника банківської династії Ротшильдів.
Найбільше на заводі було до шости доменних пічей. 1998 року була зупинена остання з працюючих доменних пічей.
2002 року територія, на якій знаходиться колишній металургійний завод, оголошена національною культурною пам'яткою Чехії.

Металургійний завод у Вітковицях.
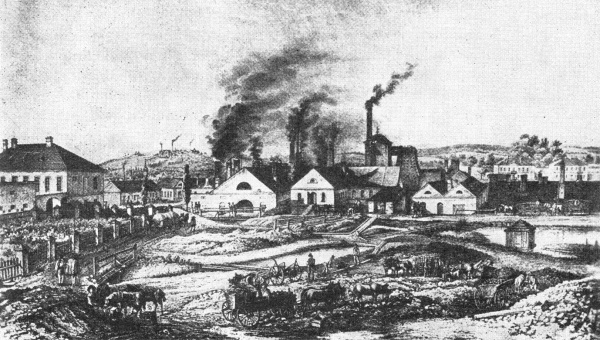
Металургійний завод у Вітковіце. Середина XIX століття.
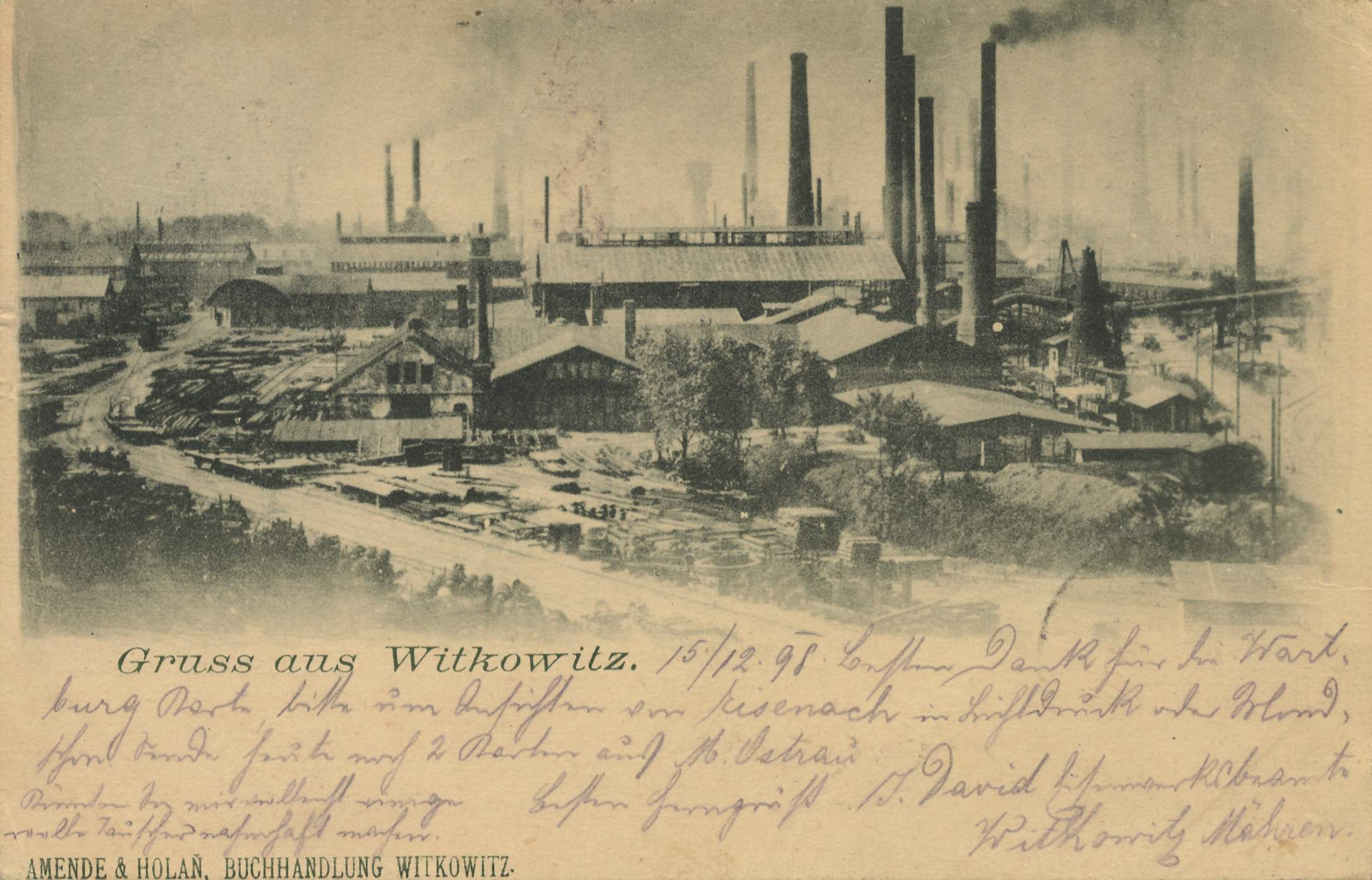
1898 рік.
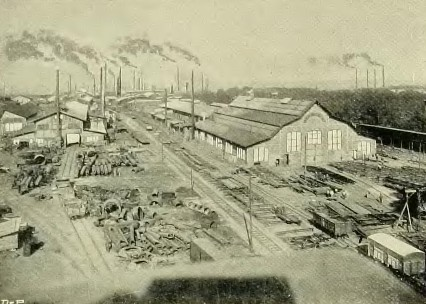
1911 рік.
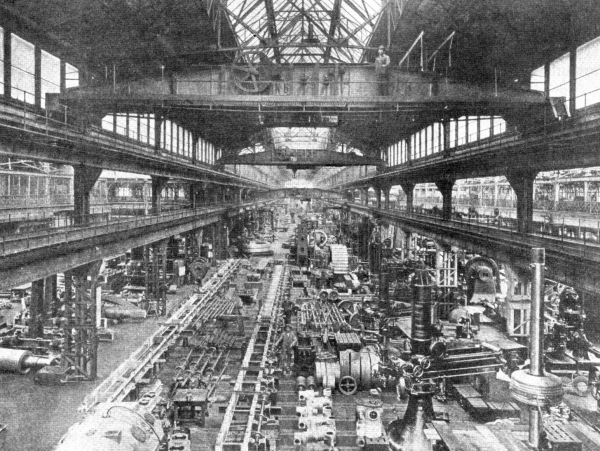
1937 рік.
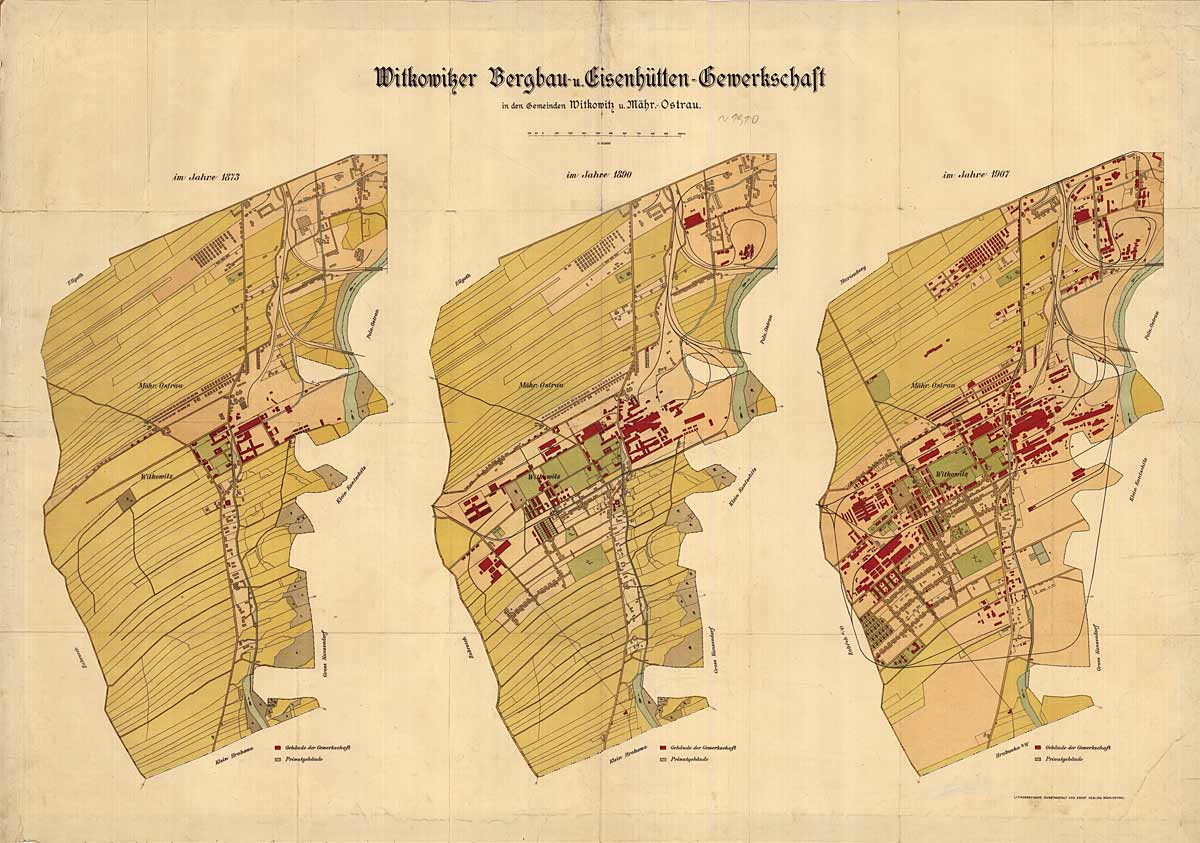
Зростання території заводу у період з 1873 по 1907 рік.
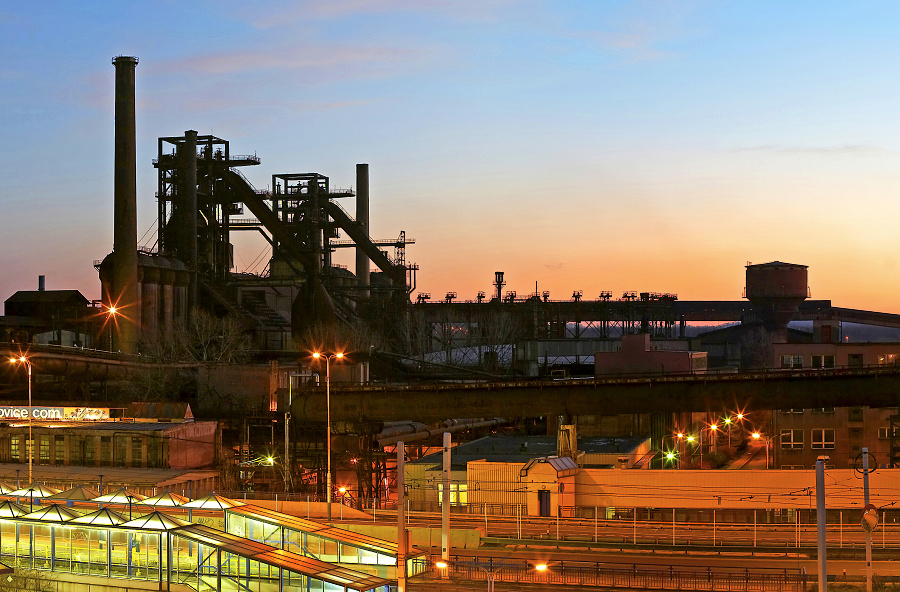
Доменні печі. 2006 рік.
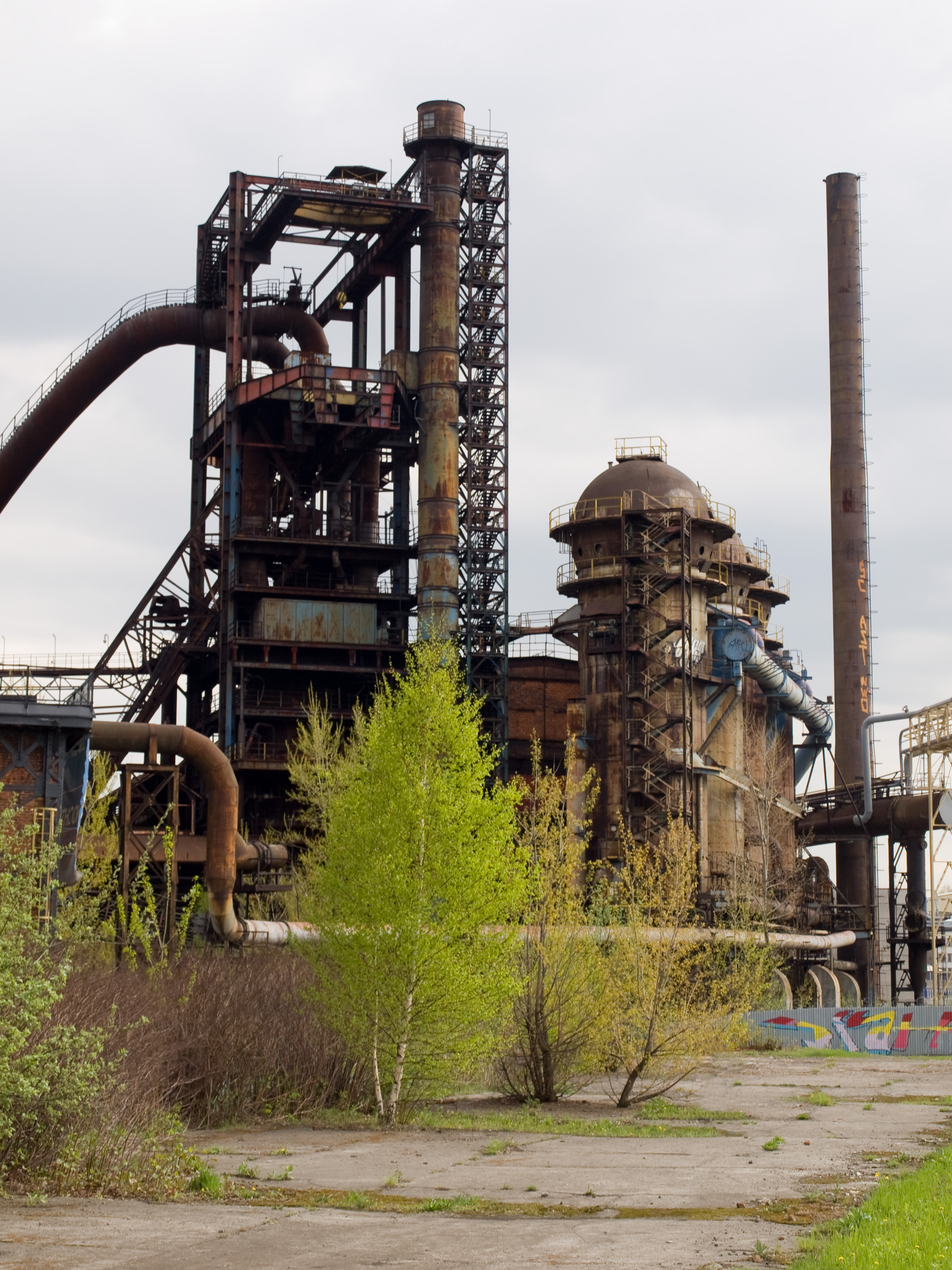
Доменна піч.
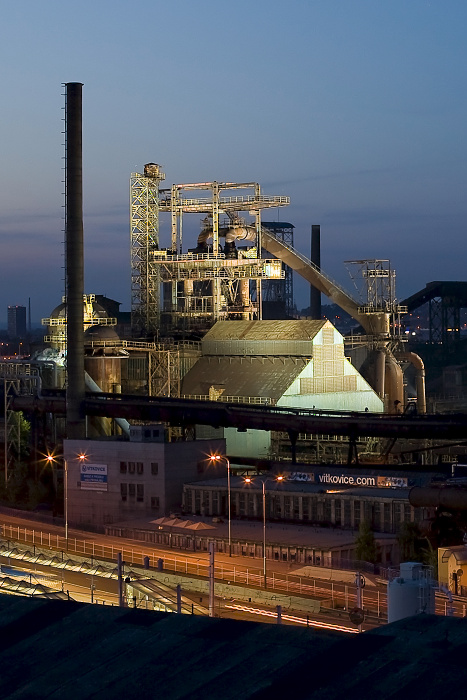
Доменна піч. 2007 рік.